# Nowy Przybysław
Nowy Przybysław (dawniej: niem. Neu Pribslaff) – osada w Polsce położona w województwie zachodniopomorskim, w powiecie świdwińskim, w gminie Świdwin.